# La Haye (Sekwana Nadmorska)
Haye – miejscowość i gmina we Francji, w regionie Normandia, w departamencie Sekwana Nadmorska.
Według danych na rok 1990 gminę zamieszkiwało 218 osób, a gęstość zaludnienia wynosiła 32 osoby/km² (wśród 1421 gmin Górnej Normandii Haye plasuje się na 685. miejscu pod względem liczby ludności, natomiast pod względem powierzchni na miejscu 546.).